# SN 2003ib
SN 2003ib – supernowa typu II odkryta 16 września 2003 roku w galaktyce M-04-48-15. W momencie odkrycia miała maksymalną jasność 17,60m.